# Gorgô
Pour les articles homonymes, voir Gorgo.
Gorgô (en grec ancien Γοργώ / Gorgô), née en 506 av. J.-C., est la fille du roi de Sparte Cléomène Ier et l'épouse du roi Léonidas Ier. Elle est l'une des rares femmes grecques à mener un rôle politique actif à l'époque classique, et la plus connue des femmes spartiates.

## Biographie
À l'âge de huit ou neuf ans, Gorgô assiste à l'audience d'Aristagoras de Milet, envoyé par les cités grecques d'Ionie pour persuader Sparte de soutenir leur révolte contre l'Empire perse. Alors qu'Aristagoras offre à Cléomène une forte somme pour le décider, elle intervient pour dire : « Il causera ta perte, mon père, ce misérable étranger, si tu ne te dépêches pas de le chasser de la maison. »
Par la suite, elle épouse son oncle, Léonidas, futur héros des Thermopyles. Quand Démarate, en exil auprès de Xerxès Ier, veut prévenir les Grecs de la menace qui pèse sur eux, il envoie un message secret à Sparte, sous la forme d'une tablette de cire. C'est Gorgô qui a l'idée de faire gratter la cire, révélant ainsi le véritable message gravé sur le bois. Il n'est pas précisé si elle lit effectivement le message ou non. D'après d'autres anecdotes — qui la concernent elle-même ou les femmes spartiates en général — il semble cependant qu'elle sache lire.
Enfin, une anecdote rapportée par Plutarque illustre l'importance de la maternité dans le rôle joué par les femmes à Sparte :
Ayant été interrogée par une femme d'Attique : « Pourquoi êtes-vous les seules, vous autres Laconiennes, qui commandiez aux hommes ? », « C'est parce que, répondit-elle, nous sommes les seules qui mettions au monde des hommes. »

## Postérité
Dans le film La Bataille des Thermopyles (1962), son rôle est joué par Anna Synodinou (en) tandis que dans les films 300 (2006) et 300 : La Naissance d'un empire (2014), son rôle est joué par Lena Headey,. 
Dans le jeu vidéo Civilization VI, Gorgô fait partie des chefs de la faction grecque que le joueur peut choisir.